# Faranak Margolese
Faranak Margolese (en hebreo: פאראנאק מרגוליס‎), Mánchester, 1972) es una escritora estadounidense-israelí, conocida por ser la autora de Off the Derech, un libro sobre la asimilación contemporánea en el mundo judío ortodoxo, un fenómeno denominado yetsiá bisheilá en hebreo.

## Biografía
Margolese nació en Mánchester, Reino Unido, en 1972. Su bisabuelo era el Rabino Jefe de Teherán, Irán. Creció en Los Ángeles, California, en un hogar de judíos persas religiosos. Completó su bachillerato en la Yehsiva University High School of Los Angeles, recibió una licenciatura en filosofía del Stern College,  y un Master de Bellas Artes en escritura creativa de la Universidad de Columbia en Nueva York.

## Carrera
Entre 1995 y 1997,  trabajó como profesora adjunta enseñando escritura expositiva en la Yeshiva University y en el Queens College de Nueva York.

## Off the Derech

### Origen
Margolese concibió de la idea para Off the Derech: Por qué los Judíos observantes dejan de practicar Judaísmo; Cómo responder al Reto mientras vivía en la Ciudad de Nueva York y notaba que muchos de sus amigos que habían crecido en familias ortodoxas ya no eran observantes. Invirtió cinco años investigando, haciendo entrevistas y organizando una encuesta electrónica para ser enviada a personas que habían dejado el estilo de vida ortodoxo, conocidos en hebreo como yotziím bisheilá. Además, entrevistó rabinos, educadores, y terapeutas.

### Resumen
Off the Derech (Un término judío que significa "fuera del camino") explora el fenómeno de aquellos judíos que han sido criados en hogares ortodoxos o ultra-ortodoxos y que escogen dejar aquel estilo de vida al llegar a su adultez, examinando sus razones para hacerlo y ofreciendo medidas preventivas que podría tomar la comunidad judía. Margolese escribe que "no existe un reto más grande para el Pueblo Judío en nuestros días."

### Elogio
Off the Derech ha sido llamado "un libr revolucionario", y Margolese ha recibido elogios por "ser la autora del primer libro acerca de la asimilación en nuestros días en entornos observantes". Su estilo de escritura se ha sido catalogado como "extremadamente claro y lógico." El Rabino Abraham Twerski aprobó Off the Derech como "lectura obligatoria para cada rabino, profesor y padre." Los Publishers Weekly escribió que la conclusión de Margolese ("Dios no puede ser limitado al camino estrecho en el que andamos...pero tampoco su pueblo") "va a resonar en todos los creyentes de cualquier fe".

## The Outliers
Ua década después de haber publicado Off the Derech, Margolese publicó una versión revisada en hebreo, llamado "HaYotziim" (Los que salen- Por qué las personas religiosas dejan la religión y cómo abordar este reto). HaYotziim está basado en un estudio nuevo, centrado en la sociedad israelí, durante el cual Margolese entrevistó rabinos, académicos, psicólogos, educadores y a un número de personas que dejaron el mundo religioso en Israel con el propósito de entender de mejor manera si hay diferencias entre las comunidades religiosas judías en Israel y en la Diáspora judía en lo que respecta al fenómeno del abandono de la observancia ortodoxa.

## Otros trabajos
Margolese ha trabajado como editora de la edición del año 1999 de Libertad en el Mundo. El informe anual detallado de Freedom House monitorea los derechos políticos y libertades civiles en naciones y territorios disputados de todo el mundo. También ha trabajado como editora del Los Angeles Jewish Times y como columnista para el Jerusalem Post y The Times of Israel.

### Como autora
- Off the Derech: Por qué los Judíos observantes dejan de practicar Judaísmo; Cómo responder al Reto, Israel: Devora Publishing Company, 2005.
- היוצאים - מדוע דתיים עוזבים את הדת וכיצד להתמודד עם האתגר (Los que salen - Por qué las personas religiosas dejan la religión y cómo abordar este reto). Israel: Editorial Sella Meir, 2017.

### Como editora
- Freedom in the World: La Encuesta Anual de Derechos Políticos y Libertades Civiles, 1998-99, Nueva York: Freedom House, 1999.

## Vida personal
Margolese emigró a Israel en 2002 con su marido David Margolese.